# Madonna della pappa
La Madonna della Pappa (littéralement : Vierge à la soupe au lait) est une peinture à l'huile sur panneau du peintre hollandais Gérard David datée de 1510-1515. Elle est conservée au palazzo Bianco dans les Musei di Strada Nuova de Gênes.

## Description et style
Le panneau peut être rattaché aux œuvres de dévotion auxquelles appartiennent au moins sept versions différentes du même sujet de David, dont la Vierge à l'Enfant avec la soupe au lait conservée à l'Aurora Trust de New York, avec laquelle elles partagent le même carton ou modèle. Les influences lombardes sont évidentes, attribuables à un prototype de Léonard de Vinci, dont il existe plusieurs variantes créées par des artistes italiens, dont Bernardino de Conti et Ambrosius Benson, qui en 1519 entra dans l'atelier de David à Bruges.

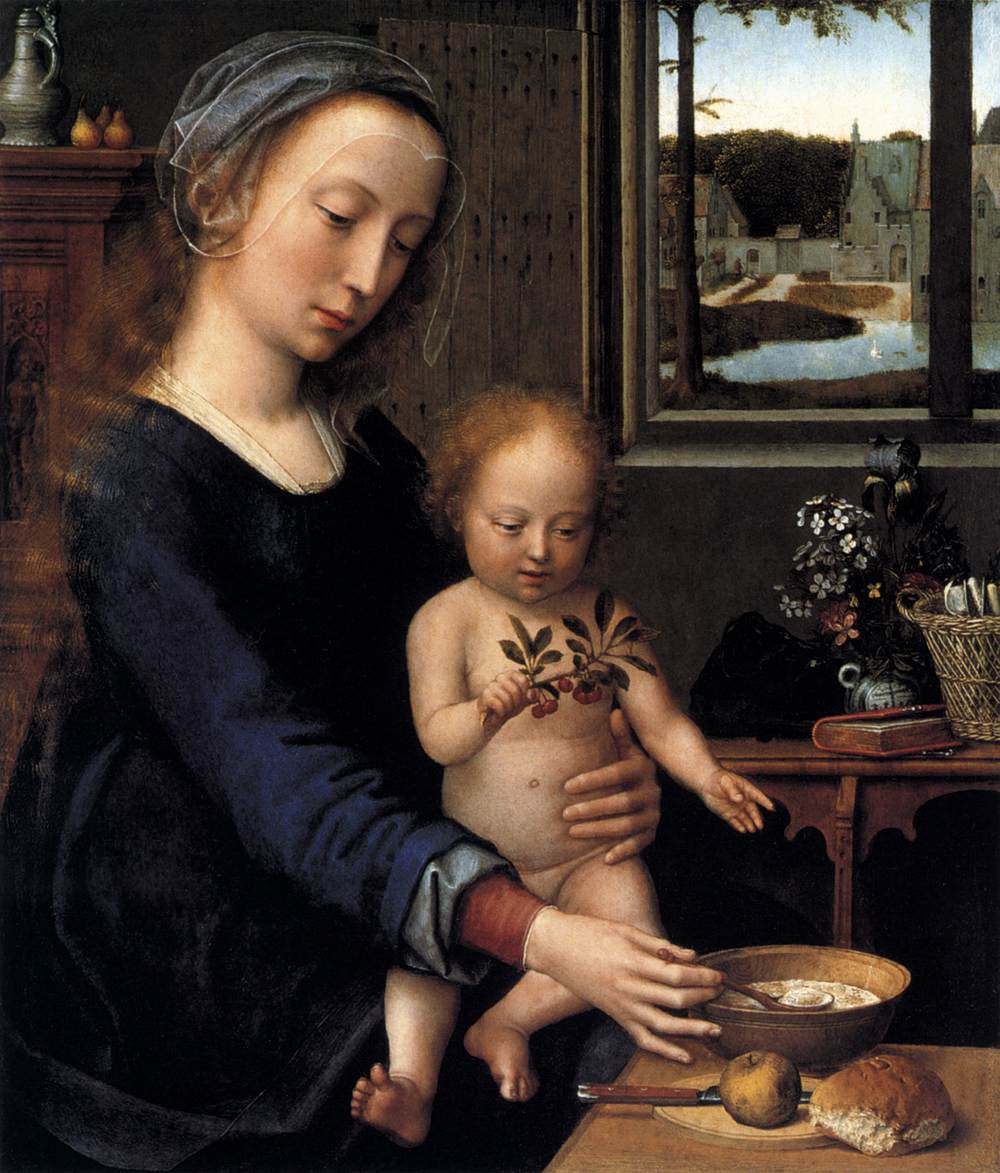
La Vierge à l'Enfant avec la soupe au lait, Aurora Trust, New York

La scène se déroule dans un intérieur domestique : depuis la fenêtre, on aperçoit un paysage nordique avec une ville de campagne traversée par une rivière où boit un animal. La pièce est emplie d'objets du quotidien : un livre, un panier, un sac et, en haut à gauche, une petite nature morte près d'une cruche en étain. Le pain, le bol de lait, la pomme et le couteau ont une valeur symbolique, faisant allusion à l'Eucharistie et à la Passion du Christ. La Vierge, représentée à mi-corps, a de longs cheveux blonds tombant sur ses épaules sous un voile qui encadre son visage à l'expression tendre et maternelle. Elle porte une robe bleue et tient son fils sur ses genoux, le tenant avec sa main gauche et la cuiller en bois avec sa main droite. 